# Премия «Сезар» самой многообещающей актрисе
Премия «Сезар» самой многообещающей актрисе вручается ежегодно французской Академией кинематографических искусств и техники с 1983 года.

## Список лауреатов и номинантов
Лауреаты выделены отдельным цветом. 

### 1980-е
| Год  | Церемония | Фотография лауреата                                      | Лауреаты и номинанты                               |
| ---- | --------- | -------------------------------------------------------- | -------------------------------------------------- |
| 1983 | 8-я       |                                                          | Софи Марсо — «Бум 2»                               |
| 1983 | 8-я       | Суад Амиду — «Старший брат»                              |                                                    |
| 1983 | 8-я       | Фабьен Гюйон — «Комнате в городе»                        |                                                    |
| 1983 | 8-я       | Жюли Жезекель — «Северная звезда»                        |                                                    |
| 1984 | 9-я       |                                                          | Сандрин Боннер — «За наших любимых»                |
| 1984 | 9-я       | Элизабет Буржин— «Да здравствует социальная помощь!»     |                                                    |
| 1984 | 9-я       | Лор Дютийёль — «Судьба Жюльетт»                          |                                                    |
| 1984 | 9-я       | Аньес Сораль — «Чао, паяц»                               |                                                    |
| 1985 | 10-я      |                                                          | Лор Марсак — «Пиратка»                             |
| 1985 | 10-я      | Фанни Бастьен — «Пино, простой полицейский»              |                                                    |
| 1985 | 10-я      | Эмманюэль Беар — «Запретная любовь»                      |                                                    |
| 1985 | 10-я      | Софи Дюэз — «Вали отсюда»                                |                                                    |
| 1986 | 11-я      |                                                          | Шарлотта Генсбур — «Дерзкая девчонка»              |
| 1986 | 11-я      | Эмманюэль Беар — «Любовь тайком»                         |                                                    |
| 1986 | 11-я      | Шарлотт Валандре — «Красный поцелуй»                     |                                                    |
| 1986 | 11-я      | Филиппин Леруа-Больё — «Трое мужчин и младенец в люльке» |                                                    |
| 1986 | 11-я      | Забу Брайтман — «Билли Кик»                              |                                                    |
| 1987 | 12-я      |                                                          | Катрин Муше — «Тереза»                             |
| 1987 | 12-я      | Марианн Баслер — «Уличная девка»                         |                                                    |
| 1987 | 12-я      | Доминик Блан — «Женщина моей жизни»                      |                                                    |
| 1987 | 12-я      | Жюли Дельпи — «Дурная кровь»                             |                                                    |
| 1988 | 13-я      |                                                          | Матильда Май — «Крик совы»                         |
| 1988 | 13-я      | Анн Броше — «Маски»                                      |                                                    |
| 1988 | 13-я      | Жюли Дельпи — «Страсти по Беатрис»                       |                                                    |
| 1988 | 13-я      | Софи Ренуар — «Друг моей подруги»                        |                                                    |
| 1989 | 14-я      |                                                          | Катрин Жакоб — «Жизнь – это долгая спокойная река» |
| 1989 | 14-я      | Клотильда де Безер — «Детское искусство»                 |                                                    |
| 1989 | 14-я      | Натали Кардон — «Странное место для встречи»             |                                                    |
| 1989 | 14-я      | Ингрид Хельд — «Дом убийств»                             |                                                    |

### 1990-е
| Год  | Церемония | Фотография лауреата                                           | Лауреаты и номинанты                                                    |
| ---- | --------- | ------------------------------------------------------------- | ----------------------------------------------------------------------- |
| 1990 | 15-я      |                                                               | Ванесса Паради — «Белая свадьба»                                        |
| 1990 | 15-я      | Доминик Блан — «Я был хозяином замка»                         |                                                                         |
| 1990 | 15-я      | Изабель Желинас — «Следуйте за этим самолетом»                |                                                                         |
| 1990 | 15-я      | Мирей Перье — «Безжалостный мир»                              |                                                                         |
| 1990 | 15-я      | Валери Стро — «Крещение»                                      |                                                                         |
| 1991 | 16-я      |                                                               | Жюдит Анри — «Скромница»                                                |
| 1991 | 16-я      | Клотильда Куро — «Маленький преступник»                       |                                                                         |
| 1991 | 16-я      | Флоранс Дарель — «Уран»                                       |                                                                         |
| 1991 | 16-я      | Жюдит Годреш — «Разочарованная»                               |                                                                         |
| 1991 | 16-я      | Изабель Нанти — «Тётушка Даниэль»                             |                                                                         |
| 1992 | 17-я      |                                                               | Жеральдин Пелас — «Снег и пламя»                                        |
| 1992 | 17-я      | Мари-Лор Дуньяк — «Деликатесы»                                |                                                                         |
| 1992 | 17-я      | Мари Жиллен — «Мой папа — герой»                              |                                                                         |
| 1992 | 17-я      | Александра Лондон — «Ван Гог»                                 |                                                                         |
| 1992 | 17-я      | Эльза Зильберштейн — «Ван Гог»                                |                                                                         |
| 1993 | 18-я      |                                                               | Роман Боринже — «Дикие ночи»                                            |
| 1993 | 18-я      | Изабель Карре — «Ради сделки»                                 |                                                                         |
| 1993 | 18-я      | Фам Линь Дан — «Индокитай»                                    |                                                                         |
| 1993 | 18-я      | Шарлотт Кади — «Л-627»                                        |                                                                         |
| 1993 | 18-я      | Эльза Зильберштейн — «Ради сделки»                            |                                                                         |
| 1994 | 19-я      |                                                               | Валерия Бруни-Тедески — «В нормальных людях нет ничего исключительного» |
| 1994 | 19-я      | Виржини Ледуайен — «Праздник»                                 |                                                                         |
| 1994 | 19-я      | Кьяра Мастроянни — «Любимое время года»                       |                                                                         |
| 1994 | 19-я      | Флоранс Пернель — «Три цвета: Синий»                          |                                                                         |
| 1994 | 19-я      | Карин Виар — «Плыть по-индейски»                              |                                                                         |
| 1995 | 20-я      |                                                               | Элоди Буше — «Дикий тростник»                                           |
| 1995 | 20-я      | Сандрин Киберлэн — «Патриоты»                                 |                                                                         |
| 1995 | 20-я      | Виржини Ледуайен — «Холодная вода»                            |                                                                         |
| 1995 | 20-я      | Мари Бюнель — «Супружеские пары и любовники»                  |                                                                         |
| 1995 | 20-я      | Эльза Зильберштейн — «Мина Танненбаум»                        |                                                                         |
| 1996 | 21-я      |                                                               | Сандрин Киберлэн — «Иметь (или не иметь)»                               |
| 1996 | 21-я      | Изабель Карре — «Гусар на крыше»                              |                                                                         |
| 1996 | 21-я      | Клотильда Куро — «Элиза»                                      |                                                                         |
| 1996 | 21-я      | Мари Жиллен — «Приманка»                                      |                                                                         |
| 1996 | 21-я      | Виржини Ледуайен — «Одинокая девушка»                         |                                                                         |
| 1997 | 22-я      |                                                               | Лоранс Кот — «Воры»                                                     |
| 1997 | 22-я      | Жанна Балибар — «Как я обсуждал... (мою сексуальную жизнь)»   |                                                                         |
| 1997 | 22-я      | Гаранс Клавель — «В поисках кошки»                            |                                                                         |
| 1997 | 22-я      | Моника Беллуччи — «Квартира»                                  |                                                                         |
| 1997 | 22-я      | Эмманюэль Девос — «Как я обсуждал... (мою сексуальную жизнь)» |                                                                         |
| 1998 | 23-я      |                                                               | Эмма де Кон — «Брат»                                                    |
| 1998 | 23-я      | Жанна Балибар — «Меня пугает любовь»                          |                                                                         |
| 1998 | 23-я      | Изабель Карре — «Запретная женщина»                           |                                                                         |
| 1998 | 23-я      | Амира Казар — «Это правда, если я вру!»                       |                                                                         |
| 1998 | 23-я      | Летиция Пезанти — «Мариус и Жаннетт»                          |                                                                         |
| 1999 | 24-я      |                                                               | Наташа Ренье — «Воображаемая жизнь ангелов»                             |
| 1999 | 24-я      | Марион Котийяр — «Такси»                                      |                                                                         |
| 1999 | 24-я      | Элен де Фужроль — «И будет свет»                              |                                                                         |
| 1999 | 24-я      | Рона Хартнер — «Странный чужак»                               |                                                                         |
| 1999 | 24-я      | Софи Гильмен — «Желание»                                      |                                                                         |

### 2000-е
| Год  | Церемония | Фотография лауреата                                    | Лауреаты и номинанты                               |
| ---- | --------- | ------------------------------------------------------ | -------------------------------------------------- |
| 2000 | 25-я      |                                                        | Одри Тоту — «Салон красоты „Венера“»               |
| 2000 | 25-я      | Валентина Черви— «Ничего о Робере»                     |                                                    |
| 2000 | 25-я      | Эмили Декенн — «Роззета»                               |                                                    |
| 2000 | 25-я      | Барбара Шульц — «Дилетантка»                           |                                                    |
| 2000 | 25-я      | Сильви Тестю — «Карнавал»                              |                                                    |
| 2001 | 26-я      |                                                        | Сильви Тестю — «Убийственные раны»                 |
| 2001 | 26-я      | Беренис Бежо — «Мечта всех женщин»                     |                                                    |
| 2001 | 26-я      | Софи Гиймен — «Гарри — друг, который желает вам добра» |                                                    |
| 2001 | 26-я      | Изильд Ле Беско — «Маркиз де Сад»                      |                                                    |
| 2001 | 26-я      | Жюли-Мари Пармантье — «Убийственные раны»              |                                                    |
| 2002 | 27-я      |                                                        | Рашида Бракни — «Хаос»                             |
| 2002 | 27-я      | Марион Котийяр— «Миленькие штучки»                     |                                                    |
| 2002 | 27-я      | Элен Фийер — «Королевы на один день»                   |                                                    |
| 2002 | 27-я      | Элен де Фужрол — «Попробуй узнай»                      |                                                    |
| 2002 | 27-я      | Изильд Ле Беско — «Роберто Зукко»                      |                                                    |
| 2003 | 28-я      |                                                        | Сесиль де Франс — «Испанка»                        |
| 2003 | 28-я      | Эмили Декенн — «Домохозяйка»                           |                                                    |
| 2003 | 28-я      | Мелани Дуте — «Брат воина»                             |                                                    |
| 2003 | 28-я      | Марина Фоис — «Потерявшие и ищущие»                    |                                                    |
| 2003 | 28-я      | Людивин Санье — «8 женщин»                             |                                                    |
| 2004 | 29-я      |                                                        | Жюли Депардьё — «Малышка Лили»                     |
| 2004 | 29-я      | Мари-Жозе Кроз— «Нашествие варваров»                   |                                                    |
| 2004 | 29-я      | Динара Друкарова — «С тех пор, как уехал Отар»         |                                                    |
| 2004 | 29-я      | Софи Кентон — «Кто убил Бэмби?»                        |                                                    |
| 2004 | 29-я      | Лора Смет — «Страстные тела»                           |                                                    |
| 2005 | 30-я      |                                                        | Сара Форестье — «Увёртка»                          |
| 2005 | 30-я      | Марилу Берри — «Посмотри на меня»                      |                                                    |
| 2005 | 30-я      | Лола Наймарк — «Вышивальщицы»                          |                                                    |
| 2005 | 30-я      | Сабрина Уазани — «Увёртка»                             |                                                    |
| 2005 | 30-я      | Магали Вок — «Короли и королева»                       |                                                    |
| 2006 | 31-я      |                                                        | Фам Линь Дан — «Моё сердце биться перестало»       |
| 2006 | 31-я      | Марина Хэндс — «Серые души»                            |                                                    |
| 2006 | 31-я      | Мелани Дуте — «Не зарекайся»                           |                                                    |
| 2006 | 31-я      | Дебора Франсуа — «Дитя»                                |                                                    |
| 2006 | 31-я      | Фанни Валетт — «Маленький Иерусалим»                   |                                                    |
| 2007 | 32-я      |                                                        | Мелани Лоран — «Не волнуйся, у меня всё нормально» |
| 2007 | 32-я      | Дебора Франсуа — «Ассистентка»                         |                                                    |
| 2007 | 32-я      | Марина Хэндс — «Леди Чаттерлей»                        |                                                    |
| 2007 | 32-я      | Майвенн — «Извините меня»                              |                                                    |
| 2007 | 32-я      | Айса Майга — «Бамако»                                  |                                                    |
| 2008 | 33-я      |                                                        | Афсия Эрзи — «Кус-кус и барабулька»                |
| 2008 | 33-я      | Луиз Блашер— «Водяные лилии»                           |                                                    |
| 2008 | 33-я      | Адель Анель — «Водяные лилии»                          |                                                    |
| 2008 | 33-я      | Одри Дана — «Железнодорожный роман»                    |                                                    |
| 2008 | 33-я      | Клотильда Эм — «Все песни только о любви»              |                                                    |
| 2009 | 34-я      |                                                        | Дебора Франсуа — «Первый день оставшейся жизни»    |
| 2009 | 34-я      | Марилу Берри — «Уродина Мелани»                        |                                                    |
| 2009 | 34-я      | Луиза Бургуэн — «Девушка из Монако»                    |                                                    |
| 2009 | 34-я      | Анаис Демустье — «Взрослые люди»                       |                                                    |
| 2009 | 34-я      | Леа Сейду — «Прекрасная смоковница»                    |                                                    |

### 2010-е
| Год  | Церемония | Фотография лауреата                               | Лауреаты и номинанты                 |
| ---- | --------- | ------------------------------------------------- | ------------------------------------ |
| 2010 | 35-я      |                                                   | Мелани Тьерри — «На посошок»         |
| 2010 | 35-я      | Полин Этьен — «Нам бы только день простоять...»   |                                      |
| 2010 | 35-я      | Флоранс Луаре — «Я её любил. Я его любила.»       |                                      |
| 2010 | 35-я      | Соко — «В начале»                                 |                                      |
| 2010 | 35-я      | Криста Тере — «Лол»                               |                                      |
| 2011 | 36-я      |                                                   | Лейла Бехти — «Всё то, что сверкает» |
| 2011 | 36-я      | Одри Лами— «Всё то, что сверкает»                 |                                      |
| 2011 | 36-я      | Яхима Торрес — «Чёрная Венера»                    |                                      |
| 2011 | 36-я      | Анаис Демустье — «Любовь и свежая вода»           |                                      |
| 2011 | 36-я      | Леа Сейду — «Прекрасная заноза»                   |                                      |
| 2012 | 37-я      |                                                   | Найдра Айяди — «Полисс»              |
| 2012 | 37-я      | Клотильда Эм — «Анжель и Тони»                    |                                      |
| 2012 | 37-я      | Адель Анель — «Дом терпимости»                    |                                      |
| 2012 | 37-я      | Селин Саллетт — «Дом терпимости»                  |                                      |
| 2012 | 37-я      | Криста Тере — «Детка»                             |                                      |
| 2013 | 38-я      |                                                   | Изиа Ижлен — «Плохая девочка»        |
| 2013 | 38-я      | Алис де Ланксан — «Галопом»                       |                                      |
| 2013 | 38-я      | Лола Девер — «Черт возьми!»                       |                                      |
| 2013 | 38-я      | Жюлия Фор — «Двойная жизнь Камиллы»               |                                      |
| 2013 | 38-я      | Индия Хэр — «Двойная жизнь Камиллы»               |                                      |
| 2014 | 39-я      |                                                   | Адель Экзаркопулос — «Жизнь Адель»   |
| 2014 | 39-я      | Лу де Лааж — «Жапплу»                             |                                      |
| 2014 | 39-я      | Полин Этьен — «Монахиня»                          |                                      |
| 2014 | 39-я      | Гольшифте Фарахани — «Камень терпения»            |                                      |
| 2014 | 39-я      | Марина Вакт — «Молода и прекрасна»                |                                      |
| 2015 | 40-я      |                                                   | Луан Эмера — «Семейство Белье»       |
| 2015 | 40-я      | Лу де Лааж — «Я дышу»                             |                                      |
| 2015 | 40-я      | Жозефин Жапи — «Я дышу»                           |                                      |
| 2015 | 40-я      | Ариана Лабед — «Фиделио или Одиссея Алисы»        |                                      |
| 2015 | 40-я      | Кариджа Туре — «Девичество»                       |                                      |
| 2016 | 41-я      |                                                   | Зита Анро — «Фатима»                 |
| 2016 | 41-я      | Диан Руксель — «Молодая кровь»                    |                                      |
| 2016 | 41-я      | Лу Руа-Леколлине — «Три воспоминания моей юности» |                                      |
| 2016 | 41-я      | Камилль Коттен — «Идиотка – королева сердец»      |                                      |
| 2016 | 41-я      | Сара Жиродо — «Глупости»                          |                                      |
| 2017 | 42-я      |                                                   | Улайя Амамра — «Божественные»        |
| 2017 | 42-я      | Паула Бер — «Франц»                               |                                      |
| 2017 | 42-я      | Лили-Роуз Депп — «Танцовщица»                     |                                      |
| 2017 | 42-я      | Ноэми Мерлан — «Небеса подождут»                  |                                      |
| 2017 | 42-я      | Раф — «В тихом омуте»                             |                                      |
| 2018 | 43-я      |                                                   | Камелия Жордана — «Блестяще»         |
| 2018 | 43-я      | Эй Айдара — «Праздничный переполох»               |                                      |
| 2018 | 43-я      | Ирис Бри — «Хранительницы»                        |                                      |
| 2018 | 43-я      | Летиция Дош — «Молодая женщина»                   |                                      |
| 2018 | 43-я      | Геранс Марилье — «Сырое»                          |                                      |
| 2019 | 44-я      |                                                   | Кенза Фортас — «Шахерезада»          |
| 2019 | 44-я      | Галатеа Беллуджи — «Явление»                      |                                      |
| 2019 | 44-я      | Женни Бет — «Невозможная любовь»                  |                                      |
| 2019 | 44-я      | Офели Бо — «Мектуб, моя любовь»                   |                                      |
| 2019 | 44-я      | Лили-Роуз Депп — «Честный человек»                |                                      |

### 2020-е
| Год  | Церемония | Фотография лауреата                             | Лауреаты и номинанты   |
| ---- | --------- | ----------------------------------------------- | ---------------------- |
| 2020 | 45-я      |                                                 | Лина Кудри — «Лапочка» |
| 2020 | 45-я      | Луана Байрами — «Портрет девушки в огне»        |                        |
| 2020 | 45-я      | Селест Брёнкель — «Ослеплённые»                 |                        |
| 2020 | 45-я      | Нина Мёрис — «Камиль»                           |                        |
| 2020 | 45-я      | Мамэ Бинета Сане — «Атлантика»                  |                        |
| 2021 | 46-я      |                                                 | Фатия Юсуф — «Милашки» |
| 2021 | 46-я      | Мелисса Герс — «Девушка с браслетом»            |                        |
| 2021 | 46-я      | Джулия Пьятон — «Что мы говорим, что мы делаем» |                        |
| 2021 | 46-я      | Камилль Рутерфорд — «Счастье»                   |                        |
| 2021 | 46-я      | Индия Хэйр — «Рыбосекс»                         |                        |